# Vali Ionescu
Valeria „Vali” Ionescu, później Caciuriac (ur. 29 sierpnia 1960 w Turnu Măgurele) – rumuńska lekkoatletka, skoczkini w dal. Srebrna medalistka olimpijska, mistrzyni Europy oraz brązowa medalistka halowych mistrzostw Europy. Uczestniczka mistrzostw świata (1983, 1987).

## Przebieg kariery
W 1981 roku zdobyła brązowy medal na uniwersjadzie, rok później zaś została dwukrotną medalistką mistrzostw Europy – na halowym czempionacie w Mediolanie otrzymała brązowy medal (została wówczas pokonana przez reprezentantki RFN Sabine Everts i Karin Hänel), natomiast na czempionacie rozgrywanym w Atenach wywalczyła złoto. Do zawodów w Atenach przystąpiła jako zawodniczka, która 1 sierpnia tegoż roku ustanowiła wynikiem 7,20 m nowy rekord świata w skoku w dal (przetrwał do 15 maja 1983). W 1983 roku wystąpiła na mistrzostwach globu, w finale zmagań uplasowała się na 9. miejscu.
Uczestniczyła w igrzyskach olimpijskich w Los Angeles – był to jej zarazem jedyny występ na takiej imprezie sportowej. Zdobyła tam srebrny medal olimpijski, w finale zajmując 2. miejsce z rezultatem 6,81 m i o 0,15 m przegrywając ze swą rodaczką Anișoara Cușmir.
W 1985 roku po raz drugi w karierze wzięła udział w halowym europejskim czempionacie, tym razem zmagania zakończyła na 6. miejscu. Dwa lata później była uczestniczką mistrzostw świata zarówno w hali, jak i na stadionie, podczas halowego czempionatu w Indianapolis wywalczyła 5. miejsce, natomiast w ramach mistrzostw świata rozgrywanych w Rzymie nie zakwalifikowała się do finału.

## Osiągnięcia
| Rok     | Zawody                    | Miasto       | Miejsce | Konkurencja | Wynik |
| ------- | ------------------------- | ------------ | ------- | ----------- | ----- |
| 1981    | Uniwersjada               | Bukareszt    | brąz    | skok w dal  | 6,61  |
| 1982    | Halowe mistrzostwa Europy | Mediolan     | brąz    | skok w dal  | 6,52  |
| 1982    | Mistrzostwa Europy        | Ateny        | złoto   | skok w dal  | 6,79  |
| 1983    | Uniwersjada               | Edmonton     | brąz    | skok w dal  | 6,56  |
| 1983    | Mistrzostwa świata        | Helsinki     | 9.      | skok w dal  | 6,62  |
| 1984    | Igrzyska olimpijskie      | Los Angeles  | srebro  | skok w dal  | 6,81  |
| 1985    | Halowe mistrzostwa Europy | Pireus       | 6.      | skok w dal  | 6,49  |
| 1986    | Igrzyska dobrej woli      | Moskwa       | 4.      | skok w dal  | 6,91  |
| 1986    | Mistrzostwa Europy        | Stuttgart    | 4.      | skok w dal  | 6,81  |
| 1987    | Halowe mistrzostwa świata | Indianapolis | 5.      | skok w dal  | 6,62  |
| 1987    | Puchar Europy (Finał B)   | Göteborg     | złoto   | skok w dal  | 6,92  |
| 1987    | Mistrzostwa świata        | Rzym         | 10. H   | skok w dal  | 6,30  |
| Źródło: |                           |              |         |             |       |

## Rekordy życiowe
- skok w dal – 7,20 (1 sierpnia 1982, Bukareszt)
- trójskok – 13,93 (20 lutego 1987, Inglewood)

Źródło: 